# Fabio Cannavaro
Fabio Cannavaro (* 13. September 1973 in Neapel) ist ein ehemaliger italienischer Fußballspieler und heutiger ‑trainer. Er trainierte zwischen April und Juni 2024 den italienischen Erstligisten Udinese Calcio. Zuletzt war er Trainer des kroatischen Rekordmeisters Dinamo Zagreb.
2006 wurde der Innenverteidiger zum FIFA-Weltfußballer des Jahres gewählt und mit dem Ballon d’Or als „Europas Fußballer des Jahres“ ausgezeichnet.
Cannavaro war langjährig Kapitän und zwischen 2009 und 2013 Rekordnationalspieler der italienischen Fußballnationalmannschaft, ehe er im September 2013 von Gianluigi Buffon überholt wurde. 2006 führte er die Italiener als Kapitän zum Weltmeistertitel.

## Karriere

### Im Verein

#### Anfänge in Neapel
Mit dem Fußballspielen begann Cannavaro bei einer Mannschaft aus Bagnoli, einem Viertel seiner Heimatstadt Neapel. Dort wurde sein Talent schnell von Scouts des SSC Neapel entdeckt und er wechselte von dort in die Jugend des SSC. Während seiner Zeit in der Jugend war er als Balljunge im Stadio San Paolo aktiv und erlebte die glorreichen Zeiten von Diego Maradona, Careca und Ciro Ferrara mit. In der Saison 1992/93 wurde er in den Profikader des Vereins aufgenommen und gab am 7. März 1993 bei einer 3:4-Niederlage gegen Juventus Turin sein Debüt in der Serie A. In der nächsten Saison avancierte er zum Stammspieler und wurde mit Neapel Sechster der Serie A. Daher nahm er mit Napoli in der nächsten Saison am UEFA-Pokal teil. Im UEFA-Pokal scheiterte Neapel in der dritten Runde an Eintracht Frankfurt und verpasste in der Liga eine erneute Teilnahme im nächsten Jahr nur knapp. Somit fehlten dem Verein die finanzielle Mittel und es mussten mehrere Leistungsträger abgegeben werden, weil die Verträge nicht verlängert werden konnten, darunter auch Cannavaros.

#### Wechsel zum AC Parma
Beim AC Parma gehörte Fabio Cannavaro direkt in seiner ersten Saison der Startelf an. Unter Trainer Nevio Scala kam er in der Meisterschaft 29 Mal zum Einsatz und erreichte mit der Mannschaft im Europapokal der Pokalsieger 1995/96 das Viertelfinale, welches gegen Paris Saint-Germain verloren ging. Zur neuen Saison verpflichtete Parma Carlo Ancelotti als Trainer und dieser führte Parma zur Vizemeisterschaft. Daher nahm Parma in der darauf folgenden Saison an der Champions League teil, schied dort aber in der Gruppenphase als Zweiter hinter Borussia Dortmund aus. Doch in der nächsten Saison gewann Cannavaro mit Parma seine ersten Titel. Parma gewann durch zwei Unentschieden gegen die AC Florenz durch die Auswärtstorregel die Coppa Italia. Auch international war die AC Parma sehr erfolgreich. Der Verein gewann in dieser Saison unter Alberto Malesani durch den 3:0-Finalsieg gegen Olympique Marseille erstmals den UEFA-Pokal. Auch in den nächsten Jahren spielte der Verein erfolgreichen Fußball und gewann in Cannavaros letzter Saison noch einmal die Coppa Italia.
In Parma erlangte Cannavaro den Status als einer der besten Verteidiger Italiens und bildete zusammen mit Gianluigi Buffon und Lilian Thuram eine hervorragende Abwehr, die Weltruf erlangte. Während seiner Zeit bei Parma wurde Cannavaro von Cesare Maldini erstmals für die Squadra Azzurra nominiert und entwickelte sich dort schnell zum Stammspieler. Insgesamt hatte Cannavaro durch seine guten Leistungen auf sich aufmerksam gemacht und wurde daher im Sommer 2002 für 11,5 Millionen Euro von Inter Mailand verpflichtet.

#### Zwei Jahre Inter Mailand
Obwohl Lazio Roms Präsident Sergio Cragnotti im Sommer 2000 bereits verkündet hatte, man hätte Vorkaufsrechte für Cannavaro erstanden, wechselte dieser nicht zu Lazio, da der Verein hoch verschuldet war und Sparmaßnahmen ergreifen musste. Stattdessen wechselte er zu Inter Mailand und lehnte Angebote von anderen Klubs, die offiziell Interesse bekundet hatten, ab. Inter, das in der Saison zuvor Dritter geworden war, spielte in dieser Saison in der Champions League und erreichte dort mit Cannavaro und seinem ehemaligen Teamkollegen Hernán Crespo das Halbfinale. Dort scheiterte Inter, wegen der Auswärtstorregel, am Stadtrivalen und späteren Sieger, dem AC Mailand. Dafür landete Inter in der Liga vor Milan und wurde Vizemeister hinter Juventus Turin, was eine erneute Qualifikation für die Champions League bedeutete. In der nächsten Saison blieb Inter aber hinter den eigenen Ansprüchen zurück, schied schon in der Champions-League-Gruppenphase aus und wurde nur Vierter in der Serie A. Obwohl Cannavaro bei Inter einen Vierjahresvertrag unterschrieben hatte, verließ er den Verein nach dieser Saison und wechselte zu Juventus Turin.

#### Juventus Turin und der Fußball-Skandal
In Turin traf Cannavaro auf seine ehemaligen Teamkollegen aus Parma, Gianluigi Buffon und Lilian Thuram. Auch diesmal spielten die drei hervorragend zusammen und gewannen mit Juventus zweimal in Folge den Scudetto. Doch in der Champions League lief es nicht so gut für Juve, da das Team in beiden Jahren jeweils im Viertelfinale ausschied. Doch die erfolgreichen Jahre nahmen in Turin ein abruptes Ende. Im Mai 2006 wurde der Manipulationsskandal aufgedeckt und Juventus Turin wurden beide Meistertitel aberkannt und der Verein musste den Zwangsabstieg in die Serie B hinnehmen. Daher verließ Cannavaro zusammen mit Trainer Fabio Capello den Klub und wechselte zu Real Madrid, die schon 2004 an ihm interessiert waren.

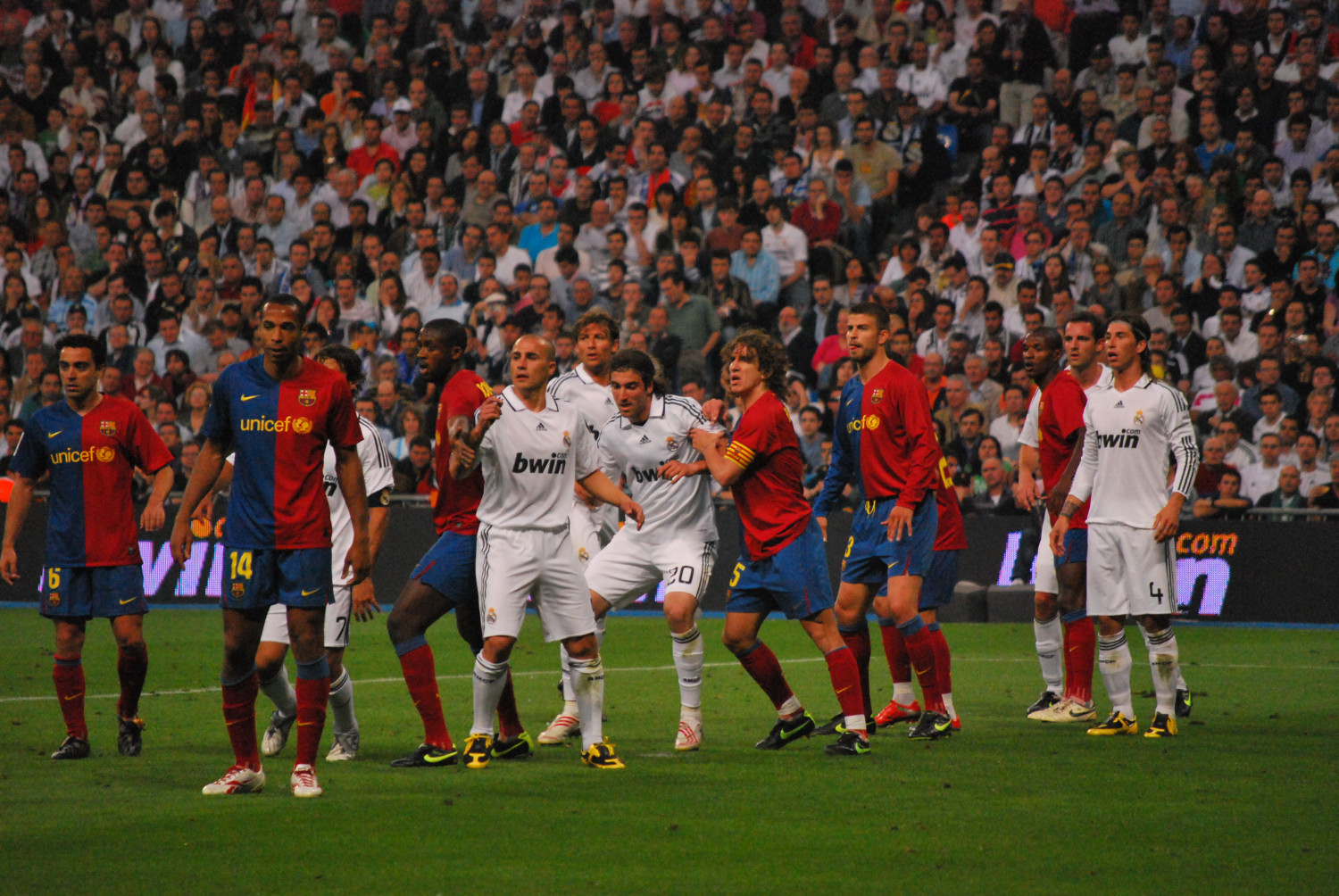
Cannavaro beim Clásico gegen den FC Barcelona

#### Real Madrid
Cannavaro, der 2006 trotz des Manipulationsskandals mit dem Ballon d’Or als „Europas Fußballer des Jahres“ ausgezeichnet und zum FIFA-Weltfußballer des Jahres gewählt wurde, war bei den Königlichen direkt Abwehrregisseur und wurde zum Publikumsliebling. Zusammen mit Fabio Capello gewann er mit Real Madrid in seiner ersten Saison die spanische Meisterschaft. In der folgenden Spielzeit verteidigte die Mannschaft den Titel erfolgreich. Der internationale Erfolg blieb jedoch aus: In allen drei Spielzeiten, die Cannavaro bei Real verbrachte, schied die Mannschaft jeweils im Achtelfinale der Champions League aus. Nach der Saison 2008/09 lief Cannavaros Vertrag bei Real Madrid aus und er wechselte ablösefrei zurück zu seinem alten Verein Juventus Turin, der 2006/07 direkt wieder in die Serie A aufgestiegen war.

#### Rückkehr zu Juventus Turin
Die Saison der Juve unter Ciro Ferrara begann vielversprechend, doch zum Ende hin reichte es nur für die UEFA Europa League und nicht für die Champions League, in der der Verein in dieser Saison schon in der Gruppenphase ausgeschieden war. Im August 2009 war Cannavaro bei einer Dopingkontrolle positiv auf Cortison getestet worden, entging aber einer Sanktion. Stattdessen wurden zwei Juve-Ärzte für zwei Monate gesperrt, weil sie für die verspätete Ausnahmegenehmigung verantwortlich waren. Da Cannavaros Vertrag bei der Alten Dame nicht verlängert wurde, wechselte er nach einem Jahr in die Vereinigten Arabischen Emirate.

#### Aus Italien in die Vereinigten Arabischen Emirate
Bei Al-Ahli Dubai erhielt Cannavaro einen Dreijahresvertrag mit einem Gehalt von einer Million Euro im Jahr. Am 19. Juni 2011 wurde der Abwehrspieler bei Al-Ahli wegen mangelnder Leistung vorzeitig gekündigt.

#### Karriereende
Am 9. Juli 2011, dem fünften Jahrestag des gewonnenen WM-Finales von 2006, beendete Cannavaro seine aktive Laufbahn. Er trat auf Anraten seiner Ärzte zurück und will seinen Vertrag in den Emiraten als Berater erfüllen.

### In der Nationalmannschaft
Fabio Cannavaros erste Einsätze waren für die U-21 Nationalmannschaft Mitte der 1990er Jahre unter Cesare Maldini. Dort spielte er in der Innenverteidigung zusammen mit Alessandro Nesta und bildete ein Erfolg versprechendes Duo, das 1994 und 1996 die U-21 Europameisterschaft gewann. Seither vertrat er Italien bei vier Weltmeisterschaften (1998 in Frankreich, 2002 in Japan und Südkorea, 2006 in Deutschland sowie 2010 in Südafrika). Er war außerdem bei zwei Europameisterschaften (2000 in Belgien und den Niederlanden sowie 2004 in Portugal) für Italien aktiv.
Sein Länderspieldebüt für die A-Nationalmannschaft gab er am 22. Januar 1997 beim 2:0 gegen Nordirland. Das Finale der Weltmeisterschaft 2006 in Berlin, in dem die Italiener zum vierten Mal Fußballweltmeister wurden, war sein 100. Spiel für die Squadra Azzurra. Als Kapitän seiner Mannschaft durfte er nach dem Finalsieg gegen Frankreich den FIFA-Weltpokal entgegennehmen. Außerdem erhielt er den Silbernen Ball als Preis für den zweitwertvollsten Spieler der WM und war einer von sieben italienischen Spielern, die von der FIFA ins All-Star-Team der Weltmeisterschaft berufen wurden.
Auch für die Europameisterschaft 2008 in Österreich und der Schweiz war Fabio Cannavaro in Trainer Donadonis Aufgebot als Kapitän gesetzt. Am 2. Juni 2008 zog er sich im Training bei einem Zusammenprall mit Giorgio Chiellini einen Bänderriss am linken Sprunggelenk zu und musste verletzungsbedingt auf die EM-Teilnahme verzichten.
Am 21. Juni 2009 absolvierte er beim Konföderationen-Pokal in der Vorrunde gegen Brasilien (0:3) sein 126. Länderspiel und stellte den Länderspielrekord Italiens von Paolo Maldini ein. Am 12. August 2009 wurde er mit dem 127. Länderspieleinsatz alleiniger Rekordhalter Italiens. Während der WM erhöhte er die Zahl seiner Länderspiele auf 136, schied aber mit Italien in der Vorrunde aus. Am 10. September 2013 stellte Gianluigi Buffon beim 2:1-Sieg gegen Tschechien mit seinem 136. Länderspiel den Rekord von Cannavaro ein.
Nach der Weltmeisterschaft 2010 in Südafrika beendete Fabio Cannavaro seine Nationalmannschaftskarriere. Cannavaro war in 79 Spielen Kapitän der Nationalmannschaft und ist damit Rekordspielführer.

## Kontroverse
Im Frühjahr 2005 zeigte das italienische staatliche Fernsehen RAI die Tropf-Doku von Moskau. Dieses Video soll im Jahr 1999 vor dem UEFA-Pokal-Finale, in dem Cannavaro mit seinem damaligen Klub AC Parma auf Olympique Marseille traf, entstanden sein. Es handelt sich dabei um ein Amateurvideo, welches Fabio Cannavaro selbst mit einer Kamera gefilmt hatte. Es zeigt ihn, wie er sich von einem Betreuer am Tropf liegend in seinen per Gummischlauch abgebundenen Arm ein Mittel spritzen lässt. Dabei soll es sich angeblich um das Mittel Neoton handeln, eine Arznei für Herzkranke mit dem Wirkstoff Kreatin. Dieses Mittel stand nicht auf der Dopingliste; über eine Herzkrankheit bei Cannavaro ist jedoch nichts bekannt. Obwohl Cannavaro behauptete, dieses Vorgehen sei normal und er gelassen reagierte, hatte er vor der Ausstrahlung im Fernsehen versucht, diese zu verhindern. „Starke Mächte“ wollten die Sendung blockieren, beklagte sich später ein verantwortlicher Redakteur des Fernsehsenders. Wie das Video an die Öffentlichkeit gelangte und weshalb Cannavaro dieses überhaupt produzierte, ist nicht bekannt.

## Besonderes
Bei der von France Football durchgeführten Wahl zum Ballon d’Or 2006 erreichte er den ersten Platz. In der Geschichte des Ballon d’Or hatte bis dahin nie ein Innenverteidiger den Preis gewinnen können. Zudem wurde er im gleichen Jahr von der FIFA zum FIFA-Weltfußballer des Jahres 2006 gekürt und ließ Zinédine Zidane und Ronaldinho auf den Plätzen zwei und drei hinter sich. Er ist somit der erste Innenverteidiger überhaupt und der älteste Spieler bisher, der zum FIFA-Weltfußballer des Jahres ernannt wurde.

## Titel und Auszeichnungen als Spieler

### In der Nationalmannschaft
- Weltmeister: 2006
- U21-Europameister (2): 1994, 1996

### Im Verein
International
- UEFA-Cup-Sieger: 1999 (AC Parma)

Italien
- Pokalsieger (2): 1999, 2002 (beide AC Parma)
- Supercupsieger: 1999 (AC Parma)

Spanien
- Meister (2): 2007, 2008 (beide Real Madrid)
- Supercupsieger: 2008 (Real Madrid)

### Auszeichnungen
- FIFA-Weltfußballer des Jahres: 2006
- Ballon d’Or („Europas Fußballer des Jahres“): 2006
- Bester Spieler der U-21-Europameisterschaft 1996
- UEFA All-Star-Team der Europameisterschaft: 2000
- Serie A Verteidiger des Jahres: 2005, 2006
- Italiens Fußballer des Jahres: 2006
- Bester italienischer Serie-A-Spieler: 2006
- Silberner Ball der Fußball-Weltmeisterschaft: 2006
- All-Star-Team der Fußball-Weltmeisterschaft: 2006
- UEFA Team of the Year: 2006
- FIFPro World XI: 2006, 2007

## Persönliches
Fabio Cannavaro ist verheiratet und hat mit seiner Frau zwei Söhne und eine Tochter. Er hat einen Bruder, Paolo Cannavaro, der ebenfalls als Fußballprofi auf der Position des Innenverteidigers spielte.
Im Kurzfilm Porque hay cosas que nunca se olvidan (dt.: Weil es Dinge gibt, die man nie vergisst) des Regisseurs Lucas M. Figueroa aus dem Jahr 2008 spielt Cannavaro die Rolle eines Mentalcoaches. Der Film ist unter anderem beim spanischen Filmpreis Goya als Bester Kurzfilm nominiert. Bereits 2002 spielte Cannavaro in dem italienischen Film Volesse il cielo! des Regisseurs Vincenzo Salemme eine Nebenrolle.